# E3 Harelbeke 2015
La 58.ª edición de la E3 Harelbeke fue una clásica ciclista que se disputó el 27 de marzo de 2015 sobre un trazado de 215,3 km. Formó parte del UCI WorldTour 2015, siendo la sexta carrera del calendario de máxima categoría mundial.
La carrera estuvo marcada por las caídas y los abandonos donde uno de los favoritos Fabian Cancellara, debió retirarse con dos vértebras fracturadas.
El ganador fue el británico Geraint Thomas quién dejó atrás a falta de 4 kilómetros a sus dos compañeros de fuga Zdeněk Štybar y Peter Sagan para llegar a la meta en solitario. En segundo y tercer lugar llegaron el propio Stybar y su compañero de equipo Matteo Trentin.

## Recorrido
La carrera contó con diecisiete muros, los mismos que el año anterior. Los primeros 100 km sin dificultad a excepción de dos cotas en los kilómetros 32 y 42 de carrera. Los últimos 115 km concentraron 15 subidas, donde destacaba el Paterberg con su pendiente del 12 % y 20 de máximo.
| Número | Nombre              | Km  | Longitud (m) | Pendiente media |
| ------ | ------------------- | --- | ------------ | --------------- |
| 1      | Katteberg           | 32  | 600          | 6,7 %           |
| 2      | Leberg              | 42  | 700          | 6,1 %           |
| 3      | La Houppe           | 100 | 3440         | 3,3 %           |
| 4      | Berg Stene          | 109 | 1560         | 7,3 %           |
| 5      | Boigneberg          | 114 | 2180         | 5,8 %           |
| 6      | Eikenberg           | 118 | 1200         | 5,5 %           |
| 7      | Stationberg         | 123 | 460          | 3,2 %           |
| 8      | Taaienberg          | 128 | 650          | 9,5 %           |
| 9      | Knokteberg          | 143 | 1530         | 5,3 %           |
| 10     | Hotondberg          | 148 | 1200         | 4 %             |
| 11     | Rotelenberg         | 155 | 1100         | 3 %             |
| 12     | Kortekeer           | 157 | 1000         | 6,4 %           |
| 13     | Kapelberg           | 169 | 900          | 4 %             |
| 14     | Paterberg           | 173 | 400          | 12 %            |
| 15     | Oude Kwaremont      | 177 | 2200         | 4,2 %           |
| 16     | Karnemelkbeekstraat | 184 | 1530         | 4,9 %           |
| 17     | Tiegemberg          | 196 | 1000         | 6,5 %           |

## Equipos participantes
Tomaron parte en la carrera 24 equipos: los 17 UCI ProTeam (al tener asegurada y ser obligatoria su participación), más 7 equipos Profesionales Continentales invitados por la organización. Cada formación estará integrada por 8 ciclistas (excepto Lampre-Merida y Southeast que lo hicieron con 7), formando así un pelotón de 190 corredores de los que finalizaron 126.
| WorldTeams (17)- AG2R La Mondiale - Astana - BMC Racing Team - Cannondale-Garmin - Etixx-Quick Step - FDJ - Giant-Alpecin - IAM Cycling - Katusha - Lampre-Merida - Lotto NL-Jumbo - Lotto-Soudal - Movistar Team - Orica-GreenEDGE - Sky - Tinkoff-Saxo - Trek Factory Racing Equipos continentales profesionales (7)- Androni Giocattoli - Europcar - MTN-Qhubeka - Roompot Oranje Peloton - Southeast - Topsport Vlaanderen-Baloise - Wanty-Groupe Gobert |
| |

## UCI World Tour
La E3 Harelbeke otorgó puntos para el UCI WorldTour 2015, solamente para corredores de equipos UCI ProTeam. La siguiente tabla corresponde al baremo de puntuación:
| Posición   | 1º | 2º | 3º | 4º | 5º | 6º | 7º | 8º | 9º | 10º |
| Puntuación | 80 | 60 | 50 | 40 | 30 | 22 | 14 | 10 | 6  | 2   |

## Clasificación final
- Las clasificaciones finalizaron de la siguiente forma:[5]

| \| Clasificación general \| Clasificación general \| Clasificación general \| Clasificación general \| Clasificación general \| \| Ciclista \| Ciclista \| Equipo \| Tiempo \| \| \| --------------------- \| --------------------- \| --------------------- \| --------------------- \| --------------------- \| \| 1.º \| Geraint Thomas \| Team Sky \| 5 h 15 min 00 s \| \| \| 2.º \| Zdeněk Štybar \| Etixx-Quick Step \| + 25 s \| \| \| 3.º \| Matteo Trentin \| Etixx-Quick Step \| + 38 s \| \| \| 4.º \| Alexander Kristoff \| Katusha \| + 38 s \| \| \| 5.º \| Sep Vanmarcke \| LottoNL-Jumbo \| + 38 s \| \| \| 6.º \| Matti Breschel \| Tinkoff-Saxo \| + 38 s \| \| \| 7.º \| Jürgen Roelandts \| Lotto-Soudal \| + 38 s \| \| \| 8.º \| Jack Bauer \| Cannondale-Garmin \| + 38 s \| \| \| 9.º \| Jens Keukeleire \| Orica-GreenEDGE \| + 38 s \| \| \| 10.º \| Daniel Oss \| BMC Racing Team \| + 38 s \| \| \| 11.º \| Borut Božič \| Astana \| + 38 s \| \| \| 12.º \| Björn Leukemans \| Wanty-Groupe Gobert \| + 38 s \| \| \| 13.º \| Luke Rowe \| Team Sky \| + 38 s \| \| \| 14.º \| Niki Terpstra \| Etixx-Quick Step \| + 38 s \| \| \| 15.º \| Marco Marcato \| Wanty-Groupe Gobert \| + 38 s \| \| \| 16.º \| Yoann Offredo \| FDJ \| + 38 s \| \| \| 17.º \| Vincent Jérôme \| Team Europcar \| + 38 s \| \| \| 18.º \| Tiesj Benoot \| Lotto-Soudal \| + 38 s \| \| \| 19.º \| Edvald Boasson Hagen \| MTN-Qhubeka \| + 38 s \| \| \| 20.º \| Sylvain Chavanel \| IAM Cycling \| + 38 s \| \| |                      |                     |                 |
| |                      |                     |                 |
| Fuentes: ProCyclingStats Cycling Quotient Cycling Archives |                      |                     |                 |
| Clasificación general |                      |                     |                 |
| Ciclista | Ciclista             | Equipo              | Tiempo          |
| 1.º | Geraint Thomas       | Team Sky            | 5 h 15 min 00 s |
| 2.º | Zdeněk Štybar        | Etixx-Quick Step    | + 25 s          |
| 3.º | Matteo Trentin       | Etixx-Quick Step    | + 38 s          |
| 4.º | Alexander Kristoff   | Katusha             | + 38 s          |
| 5.º | Sep Vanmarcke        | LottoNL-Jumbo       | + 38 s          |
| 6.º | Matti Breschel       | Tinkoff-Saxo        | + 38 s          |
| 7.º | Jürgen Roelandts     | Lotto-Soudal        | + 38 s          |
| 8.º | Jack Bauer           | Cannondale-Garmin   | + 38 s          |
| 9.º | Jens Keukeleire      | Orica-GreenEDGE     | + 38 s          |
| 10.º | Daniel Oss           | BMC Racing Team     | + 38 s          |
| 11.º | Borut Božič          | Astana              | + 38 s          |
| 12.º | Björn Leukemans      | Wanty-Groupe Gobert | + 38 s          |
| 13.º | Luke Rowe            | Team Sky            | + 38 s          |
| 14.º | Niki Terpstra        | Etixx-Quick Step    | + 38 s          |
| 15.º | Marco Marcato        | Wanty-Groupe Gobert | + 38 s          |
| 16.º | Yoann Offredo        | FDJ                 | + 38 s          |
| 17.º | Vincent Jérôme       | Team Europcar       | + 38 s          |
| 18.º | Tiesj Benoot         | Lotto-Soudal        | + 38 s          |
| 19.º | Edvald Boasson Hagen | MTN-Qhubeka         | + 38 s          |
| 20.º | Sylvain Chavanel     | IAM Cycling         | + 38 s          |